# 윤형주
윤형주(尹亨柱,  1947년 11월 19일~)는 대한민국의 가수 겸 작곡가이자 기업인이다. 본관은 파평(坡平), 호(號)는 율성(栗成)이다.

## 생애
서울에서 시인 아버지(윤영춘)와 성악인 어머니(김귀순) 사이에서 태어났다. 부모님의 영향으로 어려서부터 글을 쓰고 음악을 듣는 것에 익숙했다. 또한 그는 공부에도 굉장한 소질을 보였는데, 서울 경기고등학교에 입학 당시에 그는 이미 반에서 '서울대학교 학생회장'으로 불렸다고 한다. 특히 시와 운율에 조예가 깊었던 그는 학창 시절부터 다수의 글짓기 대회에서 수상을 하였다. 한편 수험생 시절 1965년 예비 고사를 치른 후에 그는 기대만큼 성적이 나오질 않았을뿐더러, 이미 세상을 떠나신 6촌 재종형 윤동주(1917 ~ 1945) 시인의 유지(뜻)를 이어 집안에서는 연세대학교에 입학하길 바랐으나, 본인은 의외로 아버지의 뜻과는 일단 반대로 본인보다는 딱 스무 살이 많은 6촌 재종형 윤일주(1927 ~ 1985) 시인이 나온 서울대학교에 입학하고자 하였다고 한다. 그러나 결국 부모님의 간곡한 설득 끝에 설득되어 연세대학교 의예과에 지원한 후, 만약 자신이 본 고사에서 낙방한다면 후기 대학인 성균관대학교 국어국문학과로 진학하여 시문학가(시인)의 길을 걷겠다고 밝히기도 하였다. 물론 연세대학교에 합격하면서, 자연스럽게 시인의 꿈은 접게 되었다고 한다.
그렇게 그는 경기고등학교를 졸업하고 1966년 연세대학교 의과대학에 입학했다. 1968년 경희대학교 의과대학으로 전학하였으나 1971년 중퇴하였다. 1968년 송창식과 함께 남성 듀엣 ‘트윈 폴리오’를 결성하여 가요계에 데뷔, 〈하얀 손수건〉, 〈축제의 노래〉, 〈웨딩 케익〉, 〈슬픈 운명〉등을 발표했다. 1970년부터는 솔로로 전향, "비와 나", "라라라(조개껍질 묶어)", "비의 나그네", "두개의 작은 별", "우리들의 이야기", "바보(짧다란 사연 하나)", "고백", "사랑스런 그대", "어제 내린 비" 등을 불렀으며 1971년에는 동아방송 라디오 심야 프로인 '0시의 다이얼'과 '톱 툰 쇼'에서 MC를 맡기도 하였다. 다시 1973년엔 동아방송 '팝스 투나잇' MC를 맡았으며 1976년과 1978년엔 광고회사 '서울 오디오'와 '샘 기획'을 설립하여 운영하기도 했다. 1981년부터 그는 MBC-FM에서 '윤형주의 한밤의 데이트'의 MC를 맡았으며 기독교 방송의 환자와 장애자들을 대상으로 한 프로인 '찬양의 꽃다발'과 극동방송에서 '윤형주와 함께'의 MC를 지냈다. 
1993년부터 대한민국 음악쇼를 이끌어 온 대한민국 대표 음악 프로그램으로 다양한 시도를 통해 색다른 무대를 선사하고자 노력하고 있는 KBS1TV 열린 음악회 초대 진행자이기도 하다.
이처럼 가수 활동 못 지 않게 방송 기획과 진행에도 뛰어난 능력을 발휘했다.
CM송도 많이 만들었는데 오란씨 CM, 롯데껌 CM, 새우깡 CM 등을 제작했으며 롯데월드 테마송 역시 그가 만들었다. 2009년에는 부산 도시철도의 로고송을 작사 및 작곡하였으며, 직접 노래를 부르기도 하였다.

## 학력
- 경기고등학교 졸업
- 연세대학교 의과대학 의예과 2년 수료
- 경희대학교 의과대학 의학과 3년 중퇴

### 비학위 수료
- 서울대학교 경영대학원 최고경영자과정 수료
- 성균관대학교 행정대학원 최고위행정발전정책과정 수료

### 명예 학사 학위
- 경희대학교 의과대학 의학과 명예 의학사(2015년 2월 취득)
- 연세대학교 의과대학 의학과 명예 의학사(2015년 8월 취득)
- 연세대학교 신과대학 신학과 명예 신학사(2015년 8월 취득)

### 명예 박사 학위
- 고신대학교 명예 선교학 박사(2016년 2월 취득)

## 경력
- 전직 서울 오디오 사장 역임
- 전직 Sam 기획 사장 역임
- 한빛기획 사장

## 가족 관계
- 아버지: 윤영춘
- 어머니 김귀순
  - 아내 김보경
- 슬하 1남 2녀
- 형 윤병주
- 아우 윤정주
- 6촌 형 : 윤동주
- 6촌 형 : 윤일주
  - 7촌 조카 : 윤인석
- 6촌 형 : 윤성주
- 6촌 형 : 윤광주

## 인간 관계
- 포크 팝 가수 송창식, 방송인 이상벽, 포크 록 가수 이장희, 포크 팝 가수 김세환과 절친한 친구 관계이다. 그 외에도 포크 팝 가수 김도향과 친분이 두텁다.